# Bradina sordidalis
Bradina sordidalis is een vlinder uit de familie van de grasmotten (Crambidae), uit de onderfamilie van de Spilomelinae. De wetenschappelijke naam van deze soort is voor het eerst voorgesteld als Botys sordidalis door Hermann Dewitz in een publicatie uit 1881.
De lengte van de voorvleugel bedraagt ongeveer 10 millimeter.
De soort komt voor in Nigeria, Equatoriaal Guinea en Kameroen.